# Uggleparken

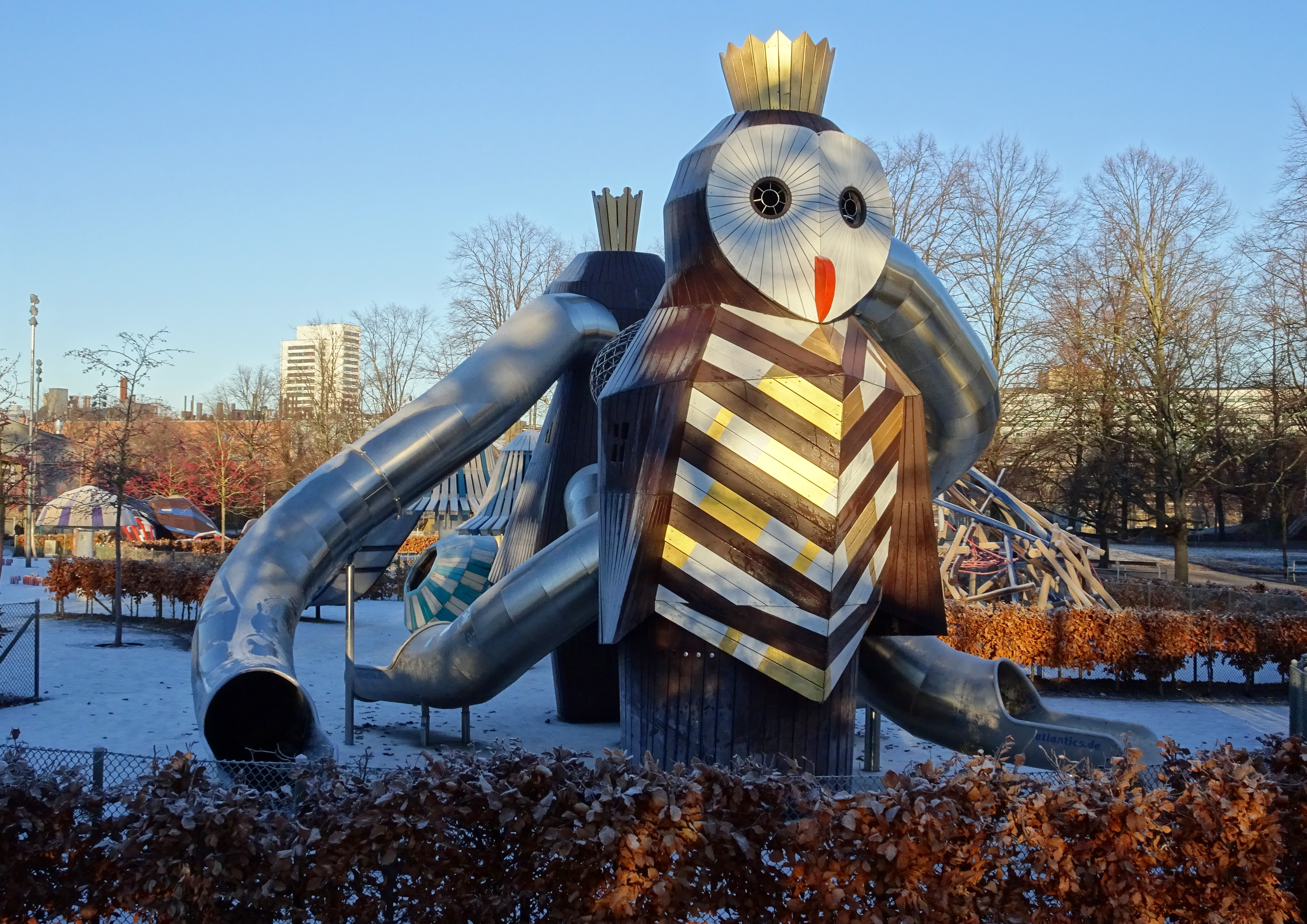
Ugglorna i Uggleparken.

Uggleparken är en temalekplats vid Nordenflychtsvägen på Kungsholmen i Stockholm. Lekplatsen ligger i Kristinebergs slottspark.

## Beskrivning
Uggleparken, eller Lekboskén i Kristinebergs slottspark, som den officiellt heter, öppnade i augusti 2013 och är en del av slottsparkens upprustning. I parken finns lekredskap i form av jättelika myror att gå balansgång på, svampar som snurrar, blommor med hängmattor emellan och gigantiska skalbaggar. Namnet Uggleparken härrör från två 5,5 meter höga ugglor, ”Kungen” och ”Drottningen”, som innehåller rutschkanor. Alla lekredskap är av trä och fallunderlaget är mjuk gummi. Beställare var Stockholms stads exploateringskontor. Bakom utformningen står den danska designbyrån Monstrum som har skapat liknande lekutrustningar i en lång rad andra länder. Lekutrustningen kostade fem miljoner kronor och ungefär lika mycket betalade staden för arbetet att iordningställa platsen.

## Bilder

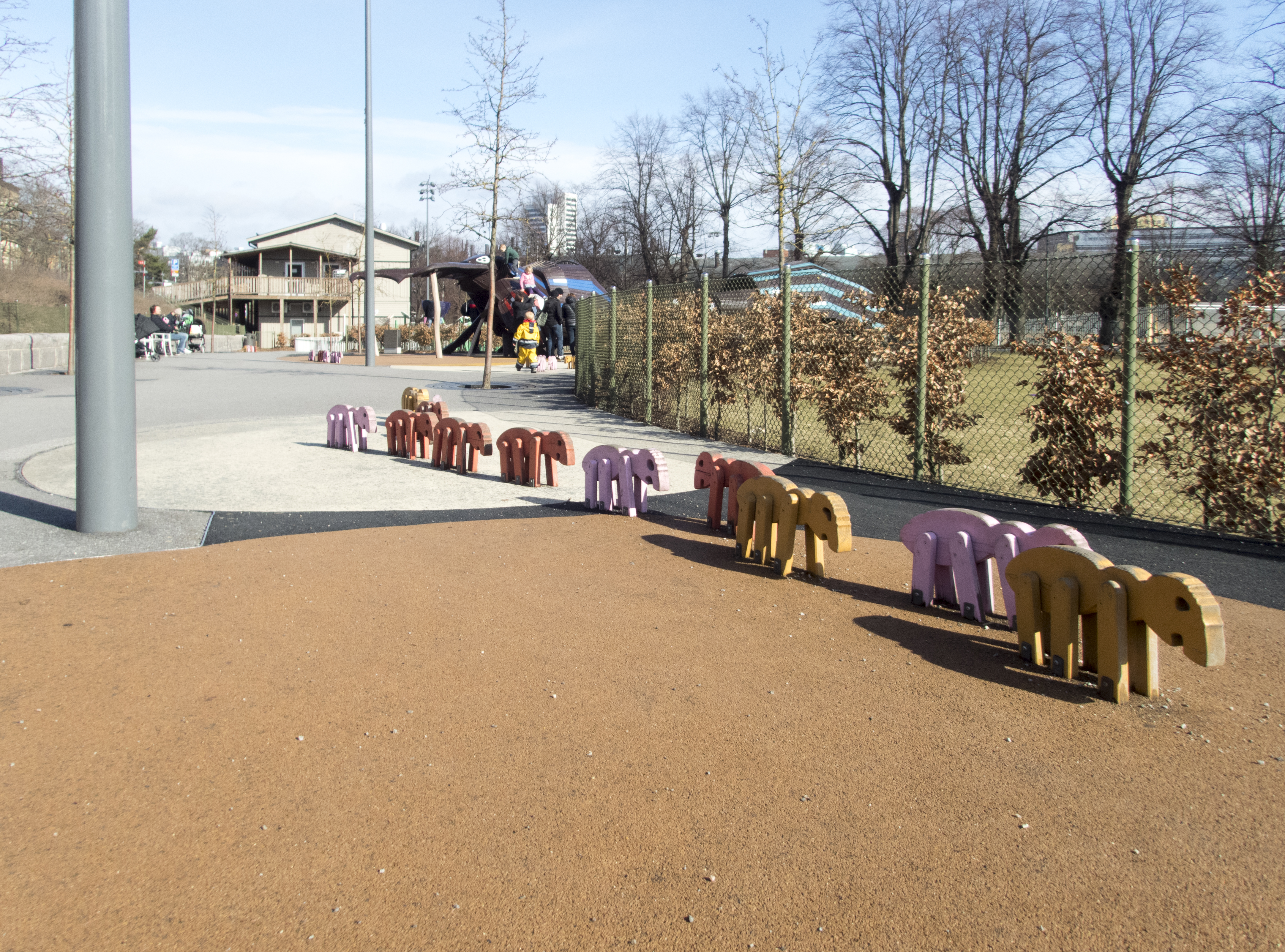
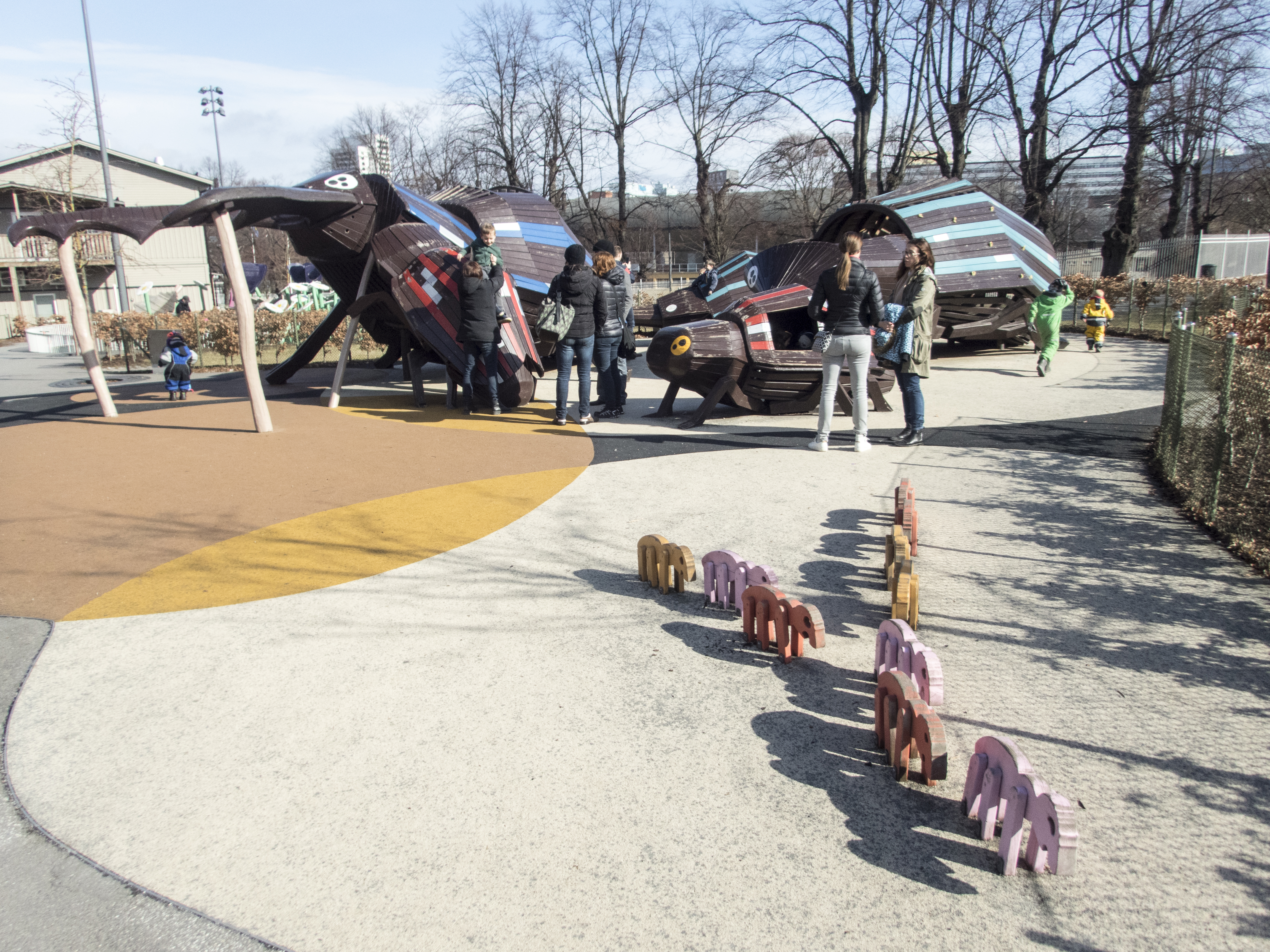
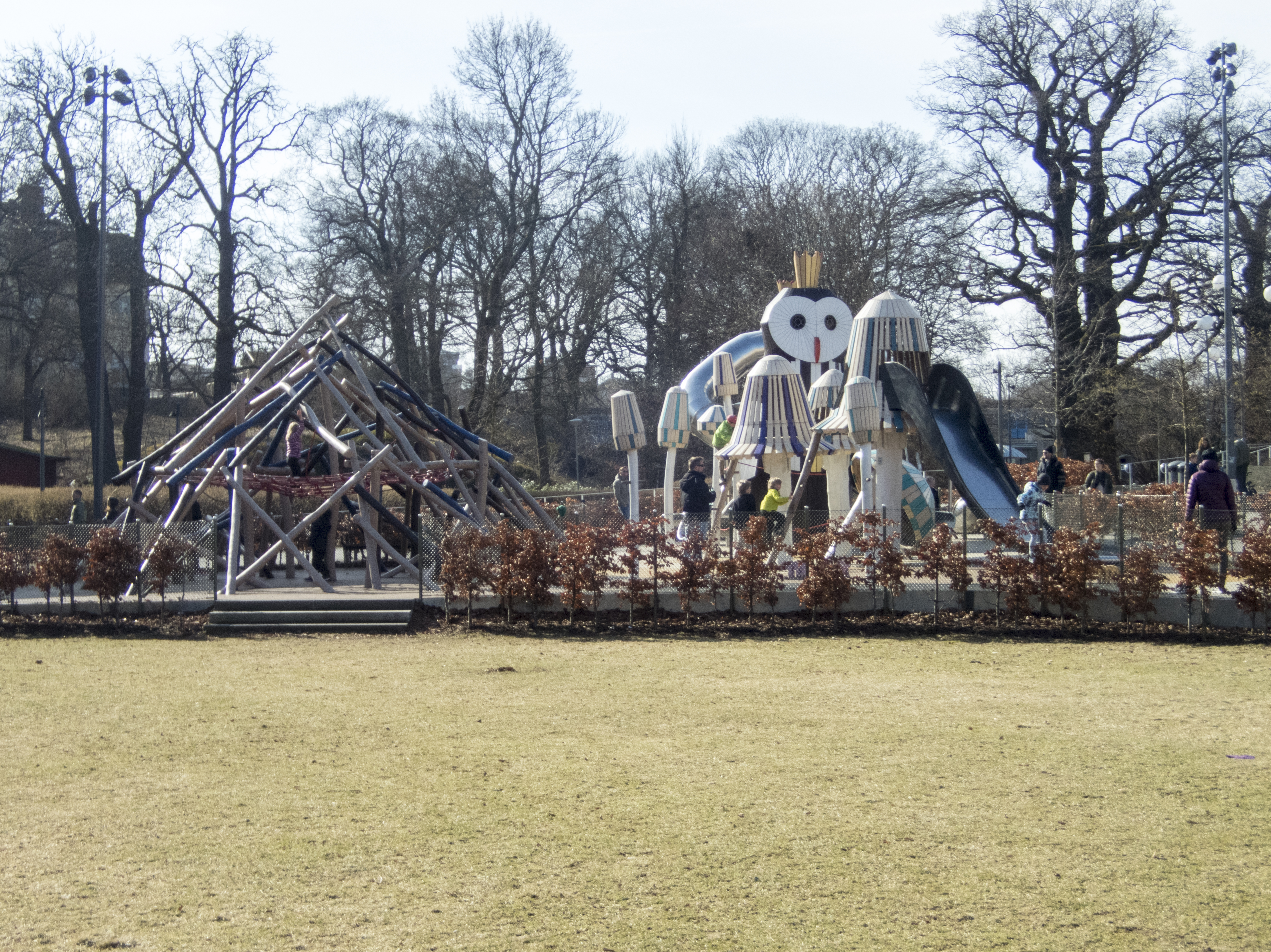
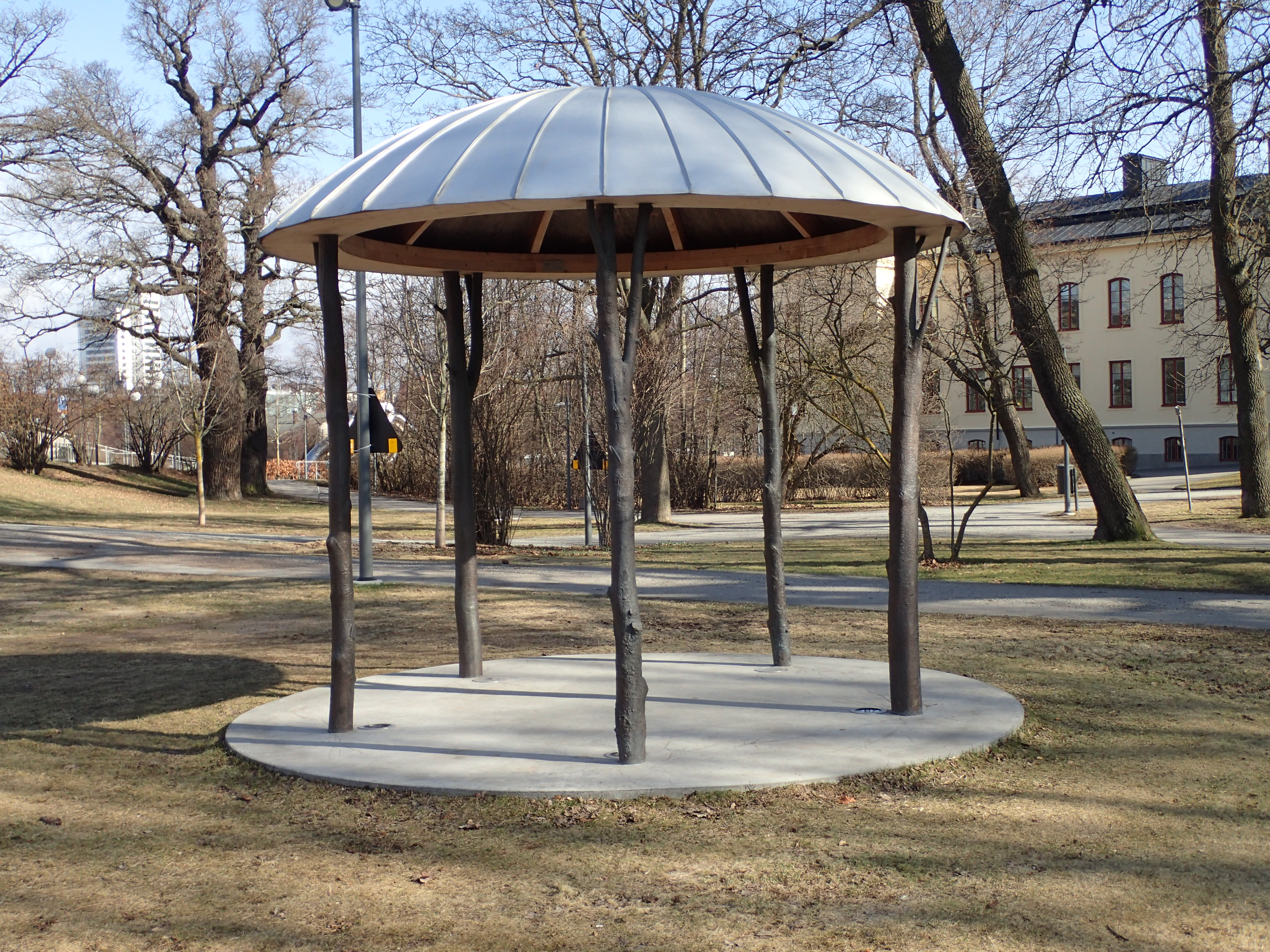